# Musée historique des Bersagliers
Le musée historique des bersagliers (en italien : Museo storico dei bersaglieri), créé le 18 juin 1904, est situé au sein de la Porta Pia, Via XX Settembre à Rome, en Italie. Il est consacré aux bersagliers, corps de l'armée italienne.

## Description - Histoire
Le musée présente les souvenirs et documents liés aux campagnes du Corps des bersagliers. Il contient le monument en mémoire à Enrico Toti, héros national italien de la Première Guerre mondiale et décoré de la médaille d'or pour la valeur militaire. Le musée dispose d'une bibliothèque et d'une section d'archives. D'un point de vue administratif, il s'agit d'une institution militaire subordonnée au commandement militaire de la capitale (it).
Le travail de collection des souvenirs est lancé par l'inspecteur des bersagliers, Edoardo Testafochi et est poursuivi par son successeur, le général Bruti. Cette activité est poursuivie, de 1902 à 1907, par le colonel Batturini, commandant du 3e régiment de bersagliers, qui créé un organisme spécial chargé de la garde des reliques : celles-ci sont exposées, dans un premier temps au musée situé dans la caserne La Marmora dans le Trastevere : il est inauguré le 18 juin 1904, par le roi Victor-Emmanuel III.
Le musée acquiert un statut juridique le 27 décembre 1921 et est transféré à la Porta Pia, en 1931, lorsque la municipalité de la capitale met à disposition des locaux disponibles. L'inauguration a lieu le 18 septembre 1932, pour coïncider avec celle du monument au bersaglier, situé dans la cour extérieure.

## Source de la traduction
- (it) Cet article est partiellement ou en totalité issu de l’article de Wikipédia en italien intitulé « Museo storico dei bersaglieri » (voir la liste des auteurs).